# Julia Domna
Julia Domna (170 – 217) római császárné, Lucius Septimius Severus császár felesége.
Az egyik legbefolyásosabb császárné volt a Római Birodalom történetében. Arab nemzetiségűként Szíria tartomány Emesa városából (a mai Homsz) származott. Apja Julius Bassianus, Heliogabalus napisten, Emesa védő istenének papja volt .
A 180-as évek végén Julia Domna férjhezment Septimius Severushoz, a leendő császárhoz. Egy legenda szerint Severus, akkor Gallia Lugdunensis kormányzója, kizárólag azért kérte meg a kezét - hiszen nem is ismerte sem őt személyesen, sem pedig családját - mert hallotta azt, hogy Julia a horoszkópja szerint egy uralkodó felesége lesz.
A házasság boldognak bizonyult; Severus nagyra becsülte feleségét és politikai véleményeit. Julia Domna igen művelt, a filozófia iránt is érdeklődő asszony volt. Két fiuk született, Lucius Septimius Bassianus (Caracalla) 188-ban és Geta 189-ben.
Amikor Severus 193-ban császár lett, polgárháborúra kényszerült olyan ellenfelek ellen, mint Pescennius Niger és Clodius Albinus. Julia Domna elkísérte őt keleti hadjárataira, ami abban korban igen szokatlan volt. Népszerűségét mutatják a képmásával vert érmék a mater castrorum (A tábor anyja) felirattal. Ugyanakkor népszerűsége és befolyása sok ellenfelet is szerzett számára Rómában.
Császárnéként gyakran bonyolódott intrikákba, többször megvádolták árulással és házasságtöréssel. Egyik ilyen vád sem igazolódott. Severus továbbra is megbízott benne. Elvitte magával 208-ban induló britanniai hadjáratára is. Amikor Severus 211-ben York városában elhunyt, Julia igyekezett közvetíteni két fia között, hogy azok osszák meg egymás között a birodalom kormányzását apjuk végső kívánságának megfelelően. A fiúk azonban nem voltak hajlandóak a megbékélésre és végül Caracalla katonái még abban az évben meggyilkolták Getát.
Caracalla lett a császár, de kapcsolata nem volt jó anyjával, valószínűleg öccse meggyilkoltatása miatt. Julia Domna ennek ellenére elkísérte őt 217-ben a Pártus Birodalom elleni hadjáratra. Ennek során Caracalla merénylet áldozata lett és – rövid időre – Macrinus követte őt a hatalomban. A lázadás hírére Julia Domna öngyilkosságot követett el. Később istenné nyilvánították.

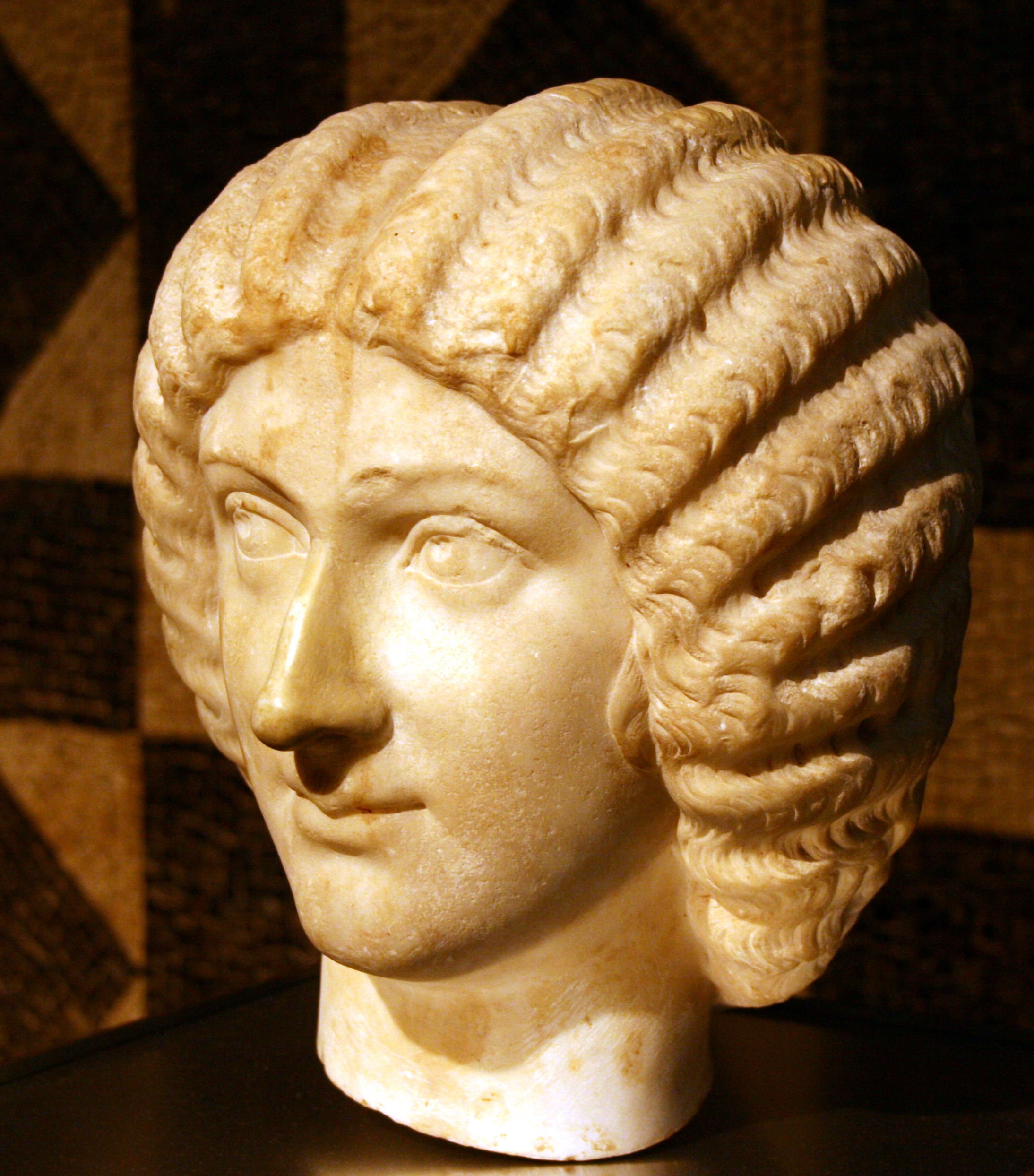
Julia Domna